# Железарци
Железа̀рци е село в Северна България, община Стражица, област Велико Търново.

## География
Село Железарци се намира в западната част на Антоновските височини, около 12 km на югоизток от общинския център град Стражица, 37 km на изток-североизток от областния център град Велико Търново и 7 – 8 km на запад от град Антоново. Общински пътища свързват селото на северозапад с първокласния Републикански път I-4 (съвпадащ с Европейски път Е772), на югоизток през село Черни бряг с Антоново и на югозапад със селата Теменуга и Водно.Селото се намира в екологически чист район, с чист въздух и чиста вода.Селото е електро и водоснабдено. На територията му има покритие на всички мобилни оператори
Населението на Железарци наброява 241 души към 1956 г., но намалява до 27 към 2018 г..       Крайпътен ландшафтен парк "Малка България" Сред чудесно реализираните проекти по Програма Фар "Развитие на българския екотуризъм" и с помощта на финансови средства, предоставени на България от Европейския съюз, e изграждането на крайпътен ландшафтен парк "Малка България". За съществуването на парка знае всеки пътник, преминаващ по разстоянието София – Варна, потърсил интересно място за отдих и почивка в района на Велико Търново, близо до разклона за село Кесарево и отбивката за село Железарци.
Наименованието на парка не е случаен избор. На площ от около 50 декара е събрано такова разнообразие от природни гледки, растителни видове и забележителности, каквото само една малка България може да ви предложи. Като част от екозона "Средна Янтра", територията на парка е маркирана с табели, поставени на пътя, които няма как да не ви изкушат да поспрете за кратка почивка. Специално изграден паркинг улеснява бързото намиране на място за спирка.
Ако сте истински любител на екотуризма обаче, и решите да почувствате цялата красота на парка, ще е необходимо да му отделите поне ден. Изградените места за почивка са превърнали крайпътния парк в чудесна територия за пълноценна разходка и приятно прекарване на свободното време за цялото семейство.

## История
През 1934 г. дотогавашното име на селото Дѐмир кьой е променено на Железарци..                     Средновековно и османско, укрепено селище Каябаш се намира на едноименния връх, на 2.2 km северозападно по права линия от центъра на село Железарци. Изградено е на връх с високи и стръмни склонове от всички страни, с изключение на югоизток от където чрез седловина възвишението се свързва с останалата част от масива. От север е ограничено от река Казъл дере, от запад, югозапад и изток- от леви нейни притоци.
От Каябаш има широка видимост на юг и изток, и ограничена до 1 km на запад и север.
Селище Каябаш е с издължена в посока север- юг неправилна форма, като отбранителната линия следва конфигурацията на терена. Тя се е състояла от ров, вал и дървена палисада върху него. Ров и вал има само от север и изток и югоизток от където селището е по-достъпно. От юг и запад склонът е почти отвесен и от тия страни е имало само дървена палисада. Максималните размери на обекта са 346х111 m. Заградената площ е около 29 дка.
Според информация от местни жители селището е съществувало през XII-XIV век и през ранния османски период.
Местоположение
Надморска височина: 365 m GPS координати: 43°09’25” С.Ш. и 26°03’07” И.Д.

## Население
Преброяване на населението през 2011 г.
Численост и дял на етническите групи според преброяването на населението през 2011 г.:
|                     | Численост | Дял (в %) |
| Общо                | 37        | 100,00    |
| Българи             | 37        | 100,00    |
| Турци               | 0         | 0,00      |
| Цигани              | 0         | 0,00      |
| Други               | 0         | 0,00      |
| Не се самоопределят | 0         | 0,00      |
| Неотговорили        | 0         | 0,00      |

## Редовни събития
Традиционен селски събор, провеждащ се на 19 август – Сбор на селото.